# پانتسیر-اس۱
پانتسیر-اس۱ (به روسی: Панцирь-С1) که ناتو آن را سام-۲۲ (به انگلیسی: SA-22 Greyhound) نام‌گذاری کرده‌است، یک سامانه دفاع هوایی است که از ترکیب موشک زمین‌به‌هوا میان‌برد و توپ ضد هوایی تشکیل شده و توسط دفتر طراحی تجهیزات کابی‌پی روسیه تولید شده‌است. این سامانه از توسعه و ارتقای سامانه ۹کا۲۲ تونگوسکا  پدید آمده‌است. اکتشاف و همچنین رهگیری هدف در این سامانه توسط رادارهای آرایه فازی انجام می‌گیرد. کشورهای امارات، سوریه، اردن، عراق، برزیل و الجزایر این سیستم را که به قیمتی در حدود ۲۵ میلیون دلار برای هر دستگاه عرضه شده،  خریداری کرده‌اند.

## تاریخچه بکارگیری

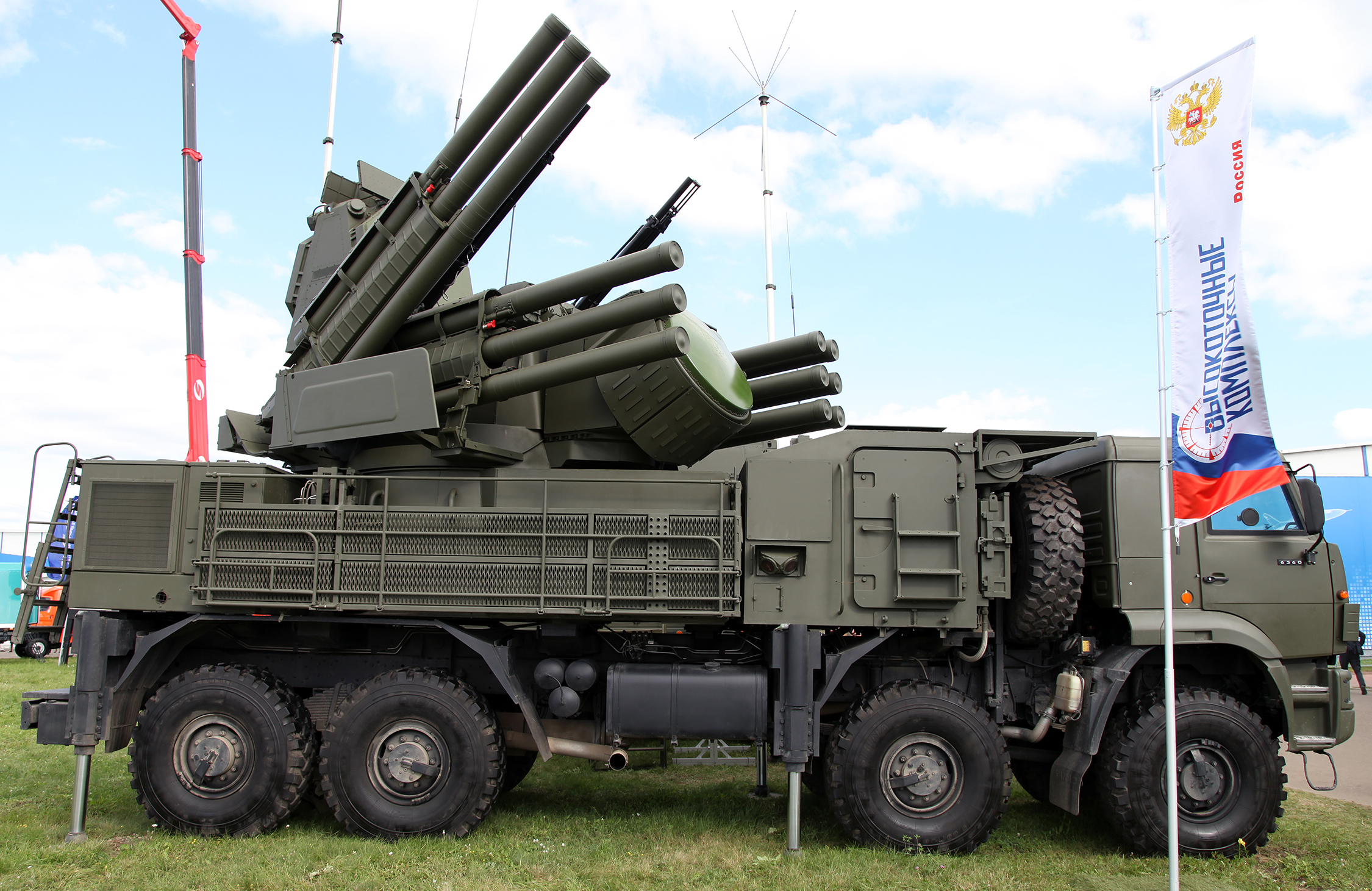
نمایشگاه هوایی MAKS 2013 (فرودگاه رامنسکویه، روسیه) (521-05).jpg
سیستم Pantsir-S2، خودروی جنگی 72V6-E4

در تاریخ ۲۲ ژوئن ۲۰۱۲ ارتش سوریه با استفاده از این سامانه توانست؛ یک فروند جنگنده/بمب‌افکن اف ۴ نیروی هوایی ترکیه را ساقط کند. این هواپیمای نظامی برفراز سواحل سوریه در نزدیکی استان لاذقیه پرواز می کرد.